# 1124年教宗選舉
1124年教宗選舉於1124年12月13日或12月14日教宗嘉禮二世離世後舉行的教宗選舉。選舉選出樞機團團長蘭貝托·斯格拉賓奇樞機為新教宗，取名為「何諾二世」。

## 教宗嘉禮二世離世
教宗嘉禮二世於1124年12月13日或14日離世。他離世後當天或翌日於拉特朗聖若望大殿埋葬。完成葬禮後，各樞機開始於羅馬聖龐加爵聖殿聚集並舉行教宗選舉。

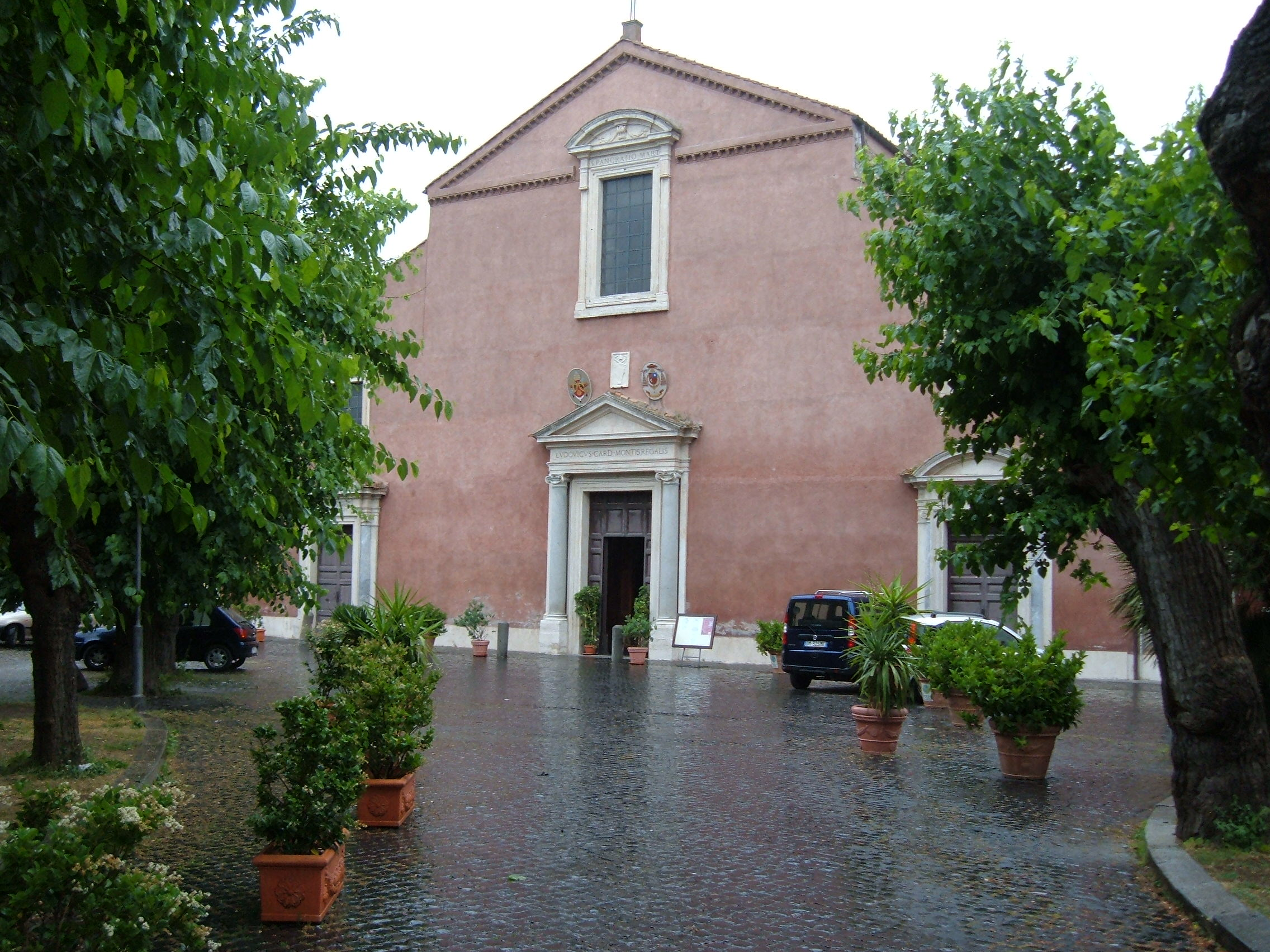
羅馬聖龐加爵聖殿，這次選舉的舉行地

## 樞機選舉人
雖然根據由教宗尼古拉二世於1059年發布的教宗詔書《以上主之名》，主教級樞機是教宗選舉的唯一選舉人，但就如1118年教宗選舉一樣，非主教級樞機亦有於這次選舉擁有投票權及選出新教宗。
當時共有49位樞機，當中包括6位主教級樞機、26位司鐸級樞機及17位執事級樞機。以下為部分樞機選舉人：
- 蘭貝托·斯格拉賓奇樞機，主教級樞機、樞機團團長及奧斯蒂亞羅馬城郊教區領銜主教（英语：Cardinal-bishop of Ostia），於這次選舉中當選為教宗何諾二世
- 伯多祿，主教級樞機、波多-聖魯菲納羅馬城郊教區領銜主教及羅馬教區代理主教
- 維塔利斯，主教級樞機及阿爾巴諾羅馬城郊教區領銜主教
- 巴黎的吉爾斯（英语：Gilles de Paris (bishop)），主教級樞機及弗拉斯卡蒂羅馬城郊教區領銜主教
- 紀堯姆，主教級樞機及帕萊斯特里納羅馬城郊教區領銜主教
- 克雷申齊奥，主教級樞機及薩比娜羅馬城郊教區領銜主教
- 泰奧巴爾多·博卡佩奇，司鐸級樞機，聖亞納大削堂司鐸，於這次選舉中當選成為教宗但於成為教宗一天後辭職
- 博尼，司鐸級樞機、首席司鐸（英语：Protopriest）及聖馬爾谷聖殿司鐸
- 額我略·巴巴拉斯基[b]，執事級樞機、首席助祭（英语：Protodeacon）及魚市場的聖安傑洛堂（英语：Sant'Angelo in Pescheria）執事

## 選舉過程
大部分樞機當初是選擇聖斯德望圓形堂司鐸薩索樞機為新教宗，但是後來樞機改選泰奧巴爾多·博卡佩奇為新教宗雷定二世。之後有一些人不承認之前的選舉結果而宣稱蘭貝托·斯格拉賓奇樞機為教宗何諾二世。當選教宗雷定二世後來自行辭職。樞機團於第三度投票，選出斯格拉賓奇樞機為新教宗，取名「何諾二世」。

## 後續
何諾二世羅馬教區主教的晉牧禮於12月21日舉行，成為天主教第163任教宗。